# 1914 a filmművészetben

## Események
- A 3300 férőhelyű Strand Theater megnyitja kapuit New Yorkban.
- május 8. – a Paramount Pictures alapítása
- november 30. – Charles Chaplin távozik a Keystone Companytól és a Essaney céghez szerződik.

## Sikerfilmek
- Asszonyember, The Squaw Man – rendező Cecil B. DeMille
- Tillie's Punctured Romance – rendező Mack Sennett, főszereplő Charles Chaplin

## Filmbemutatók
- The Squaw Man – rendező Cecil B. DeMille, főszereplő Dustin Farnum
- Tillie's Punctured Romance – rendező Mack Sennett, főszereplők Marie Dressler, Mabel Normand és Charles Chaplin
- Gertie the Dinosaur – rendező Winsor McCay
- A Study in Scarlet – rendező George Pearson
- Tess of the Storm Country (Tess a viharok földjéről) – rendező Edwin S. Porter
- Cohen in Coney Island (Kohn, a bevándorló) – főszereplő Mabel Normand
- The Hazards of Helen, (tévésorozat) – főszereplő Helen Holmes
- The Perils of Pauline, (tévésorozat) – főszereplő Pearl White
- Engelein (Angyalka) – rendező Urban Gad
- Cabiria – rendező Giovanni Pastrone
- Sperduti nel buio (Elvesztek a sötétben) – rendező Nino Martoglio
- Anna Karenina – rendező Vlagyimir Gargyin
- Nana – rendező Camillo De Riso

## Magyar filmek
- A 300 éves ember – rendező Fodor Aladár
- Az aranyásó – rendező Kertész Mihály
- Bánk bán – rendező Kertész Mihály
- A becsapott újságíró – rendező Korda Sándor
- Az éjszaka rabjai – rendező Kertész Mihály
- Fixírozzák a feleségem – rendező Fodor Aladár
- A hercegnő pongyolában – rendező Kertész Mihály
- A kölcsönkért csecsemők – rendező Kertész Mihály
- A népfölkelő – rendező Pintér Imre
- Őrház a Kárpátokban – rendező Korda Sándor
- Pufi cipőt vesz – rendező Tábori Kornél
- Pufi – Hogyan lett ünnepelt hős egy jámbor pesti férjből – rendező Fodor Aladár
- A szökött katona – rendező Pásztory M. Miklós
- A tolonc – rendező Kertész Mihály

## Rövidfilmek
- Harold Lloyd (1913–1921)
- Charlie Chaplin (1914–1923)

## Születések
- január 5. – George Reeves, színész († 1959)
- január 14. – Harold Russell, színész († 2002)
- január 14. – Podmaniczky Félix, filmrendező, forgatókönyvíró († 1990)
- február 3. – Mary Carlisle, színésznő († 2018)
- február 21. – Zachary Scott, színész († 1965)
- február 26. – Robert Alda, színész († 1986)
- március 2. – Martin Ritt, rendező († 1990)
- március 14. – Barabás Sári, színésznő, opera-énekesnő († 2012)
- március 26. – Åke Grönberg, színész († 1969)
- április 2. – Alec Guinness, színész († 2000)
- április 4. – Marguerite Duras, forgatókönyvíró, filmrendező († 1996)
- április 8. – María Félix, színésznő († 2002)
- április 16. – John Hodiak, színész († 1955)
- május 5. – Tyrone Power, színész († 1958)
- május 8. – Romain Gary, filmrendező († 1980)
- május 24. – Lilli Palmer, színésznő († 1986)
- május 24. – Mészáros Ági, színésznő († 1989)
- június 7. – Khvádzsa Ahmad Abbász, forgatókönyvíró, filmrendező († 1987)
- június 12. – Hidvéghy Valéria, színésznő († 2011)
- június 15. – Ujlaky László, színész († 1994)
- június 18. – E. G. Marshall, színész († 1998)
- július 17. – Tolnay Klári színésznő († 1998)
- július 31. – Louis de Funès, francia komikus színész († 1983)
- augusztus 1. – J. Lee Thompson, filmrendező, forgatókönyvíró, producer († 2002)
- augusztus 2. – Beatrice Straight, színésznő († 2001)
- augusztus 10. – Ken Annakin, filmrendező († 2009)
- augusztus 14. – Andrea Leeds, színésznő († 1984)
- augusztus 15. – Egry Mária, színésznő († 1993)
- augusztus 18. – Szendrő József, színész, rendező († 1971)
- augusztus 31. – Richard Basehart színész († 1984)
- szeptember 2. – Homoki Nagy István rendező († 1979)
- szeptember 8. – Pataky Jenő, magyar színész († 1996)
- szeptember 10. – Robert Wise, rendező, producer († 2005)
- szeptember 12. – Desmond Llewelyn, színész († 1999)
- szeptember 14. – Pietro Germi, színész, forgatókönyvíró, filmrendező († 1974)
- szeptember 18. – Jack Cardiff, operatőr, filmrendező († 2009)
- szeptember 24. – Fónay Márta, Jászai Mari-díjas magyar színésznő († 1994)
- szeptember 25. – Vladimir Cech, filmrendező, forgatókönyvíró († 1992)
- október 26. – Jackie Coogan, színész († 1984)
- november 2. – Illés György, operatőr, filmpedagógus († 2006)
- november 13. – Alberto Lattuada, színész, filmrendező, forgatókönyvíró, producer († 2005)
- december 10. – Dorothy Lamour, színésznő († 1996)
- december 13. – Larry Parks, színész († 1975)
- december 22. – Lukács Margit, színésznő († 2002)
- december 26. – Richard Widmark, színész († 2008)
- december 30. – Jo Van Fleet, színésznő († 1996)